# Département d'Orán
Ne pas confondre avec le département d'Oran, en Algérie
Le département d'Orán est une des 23 subdivisions de la province de Salta, en Argentine. Son chef-lieu est la ville de San Ramón de la Nueva Orán.
Le département a une superficie de 11 892 km2. Sa population s'élevait à 124 029 habitants en 2001.

## Villes et localités
- Aguas Blancas
- Colonia Santa Rosa
- Hipólito Yrigoyen
- Pichanal
- Profesor Salvador Mazza

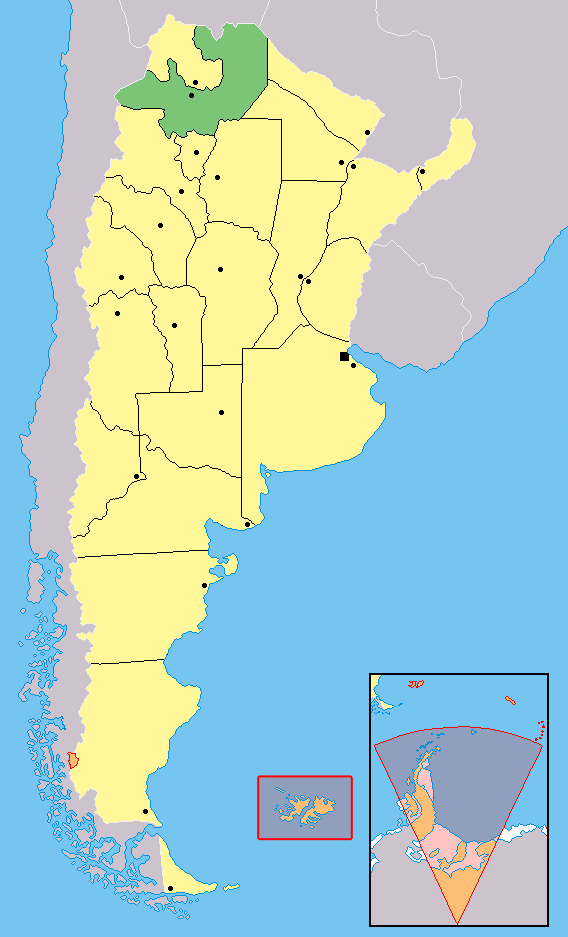
Localisation de la province de Salta en Argentine

- San Ramón de la Nueva Orán, chef-lieu
- Urundel